# Матібулацький сільський округ
Матібула́цький сільський округ (каз. Мәтібұлақ ауылдық округі, рос. Матибулакский сельский округ) — адміністративна одиниця у складі Жамбильського району Алматинської області Казахстану. Адміністративний центр — село Матібулак.
Населення — 3726 осіб (2021; 4156 у 2009, 4275 у 1999, 6580 у 1989).
Станом на 1989 рік існували Рославльська сільська рада (села Єспе, Жайлау, Жартас, Карабастау, Рославль, Шилібастау, селище Кизилтан) та Горна селищна рада (смт Горний).

## Склад
До складу округу входять такі населені пункти:
| Населений пункт  | Стара назва | Населення, осіб (1989) | Населення, осіб (1999) | Населення, осіб (2009) | Населення, осіб (2021) |
| ---------------- | ----------- | ---------------------- | ---------------------- | ---------------------- | ---------------------- |
| Єспе, село       | -           | 446                    | 210                    | 91                     | 57                     |
| Жайлау, село     | -           | 91                     | 97                     | 81                     | 26                     |
| Жартас, село     | -           | 159                    | 78                     | 92                     | 66                     |
| Карабастау, село | -           | 447                    | 203                    | 151                    | 78                     |
| Кизилтан, село   | -           | 170                    | 78                     | 24                     | 8                      |
| Матібулак, село  | Рославль    | 2906                   | 1795                   | 1614                   | 1408                   |
| Танбалитас, село | Горний      | 1972                   | 1396                   | 1545                   | 1567                   |
| Шилібастау, село | -           | 389                    | 418                    | 558                    | 516                    |